# Tremp
Tremp – miasto i gmina w Hiszpanii w północno-zachodniej Katalonii, siedziba comarki Pallars Jussà. Miasto leży w niewielkiej odległości od Pirenejów.